# فريد فلينتستون
فريد فلينتستون هو الشخصية الرئيسية في مسلسل فلينستون الذي كان يبث على قناة أيه بي سي في الفترة بين 1960 حتى 1966.